# Cornelius Walsh
Cornelius E. Walsh (Condado de Cork, Irlanda, 24 de abril de 1881 - Seattle, Estados Unidos, 7 de diciembre de 1961), conocido como Con Walsh, fue un atleta irlandés-canadiense que representó a Canadá en los Juegos Olímpicos de 1908. Ganó la medalla de bronce en lanzamiento de martillo, acabando tercero detrás de sus compañeros irlandeses; John Flanagan y Matt McGrath, quienes representaron a los Estados Unidos. Otro irlandés, Robert Kerr, también representó a Canadá en los mismos juegos. Walsh había jugado anteriormente fútbol gaélico y representó a Cork.
Walsh también compitió tanto para el Irish American Athletic Club y el New York Athletic Club. Formó parte de un grupo de lanzadores de peso irlandeses que eran conocidos colectivamente como las "Irish Whales".
En 1910, Walsh estableció el récord de tirar el peso para la talla 56 libras, superando el récord de Pat McDonald lanzando el peso de 16 pies 7/8 pulgadas de alto en el atletismo, en su segunda reunión anual de la New York Press Club Athletic Association.